# Tanjung Pauh Mudik
Tanjung Pauh Mudik is een bestuurslaag in het regentschap Kerinci van de provincie Jambi, Indonesië. Tanjung Pauh Mudik telt 1425 inwoners (volkstelling 2010).